# ماریا ریواس
ماریا ریواس (زاده ۲۶ ژانویه ۱۹۶۰ – درگذشته ۱۹ سپتامبر ۲۰۱۹) خواننده جاز لاتین، آهنگساز و نقاش ونزوئلایی بود.
در سال ۲۰۰۸ ریواس بیست و پنجمین سالگرد فعالیت طولانی خود را با کنسرت‌های ادای احترام به آلدمارو رومرو جشن گرفت. در سال‌های ۲۰۱۲–۲۰۱۳ ریواس سی‌امین سالگرد خود را به‌عنوان خواننده، آهنگساز و هنرمند ضبط جشن گرفت و کنسرت‌های ویژه‌ای در سرتاسر ونزوئلا و ایالات متحده اجرا کرد.

## آهنگ‌شناسی
- اول زاده (اولین لوح فشرده ساخته شده در ونزوئلا، ۱۹۹۰)
- ماندوکو (۱۹۹۲)
- مپال(۱۹۹۴)
- موآره (۱۹۹۶)
- کافه نگریتو (۱۹۹۹)
- کنسرتو: ماریا ریواس و آلدمارو رومرو (۲۰۰۳)،
- آکوادور (تک نواز و آهنگساز، ۲۰۰۵)
- ماریا ریواس: ۱۸ بهترین بازدید (۲۰۰۶)
- پپیادا ملکه (۲۰۰۷)
- استراحت زنده ناهار (ضبط زنده، ۲۰۱۰)
- دلایل(۲۰۱۸)